# François Martin (1729-1814)
Pour les articles homonymes, voir François Martin et Martin.
François, baron Martin, né le 26 septembre 1729 à Dampierre-sur-Salon et mort le 29 mai 1814 à Gray, est un homme politique français. Il est député aux États généraux de 1789.

## Biographie
Avocat au parlement, il est élu député suppléant du tiers état aux États généraux par le bailliage de Besançon le 13 avril 1789. Admis à siéger comme titulaire le 29 juillet, en remplacement de Denis-Ferréol Blanc, décédé, il prend place dans la majorité réformatrice. Le 9 germinal an VIII, le Consulat le nomme maire de Gray ; il exercera cette fonction jusqu'en 1805 époque à laquelle son fils, Alexandre Martin de Gray, lui succéda.
François Martin est fait baron de l'Empire le 16 décembre 1810.

## Sources
- « François Martin (1729-1814) », dans Adolphe Robert et Gaston Cougny, Dictionnaire des parlementaires français, Edgar Bourloton, 1889-1891 [détail de l’édition]